# Leon Rappaport
Leon Rappaport (ur. ok. 1848, zm. 26 listopada 1909) – kupiec, właściciel dużej łódzkiej firmy spedycyjnej w XIX w. i pocz. XX w. Urodził się we wsi Granica w powiecie olkuskim, zmarł 26 listopada 1909 w wieku 61 lat w Łodzi. 
W Łodzi zamieszkał w 1875, gdzie założył firmę ekspedycyjną. Od 1884 prowadził wielkie składy towarowe i biuro ekspedycyjne przy ul. Południowej (Rewolucji 1905 r.) 10.
W 1904 przeniósł swój kantor i magazyn do nowego, specjalnie wybudowanego (w stylu secesji) budynku mieszkalno-biurowego (tzw. willi Leona Rappaporta). Firma posiadała oddziały w Warszawie i kilkunastu miejscowościach. 
Udzielał się w stowarzyszeniach finansowych i filantropijnych Łodzi. Pochowany na "nowym" cmentarzu żydowskim w Łodzi przy ul. Brackiej.